# Sami Rahim
Sami Rahim, född 1 juli 1950 i Bagdad i Irak, död 11 april 2025 i Linköping var en tidigare långdistanslöpare (ultradistans) som i oktober 1982 satte nordiskt rekord på 24 timmars löpning med 20 mil, 5 kilometer och 101 meter (205 101 meter).
Rahim flydde från Irak när Saddam Hussein tog makten och fick visum i Sverige 1977.
Han utbildade sig i ekonomi vid Linköpings universitet men kom sedan att bli en mångsysslare i kultur-, musik- och nöjeslivet i Linköping, bland annat som innehavare av Linköpingsrestaurangen L'Orient, där han i 16 år drev musikscen med allt från salsakurser till konserter med både små och stora musikgrupper. En tid satt han även i Linköpings kommunalfullmäktige för Socialdemokraterna.

## Priser och utmärkelser
- 2019 - Linköpings kommuns honnörsstipendium 2019[4]
- 2020 - Lars Winnerbäcks stiftelses kulturpris "Nyponet"[5]